# Læderløv-slægten
Læderløv-slægten (Chamaedaphne) er en lille slægt med en enkelt art, den nedennævnte. Beskrivelsen af slægten følger derfor artsbeskrivelsen.
| Beskrevne arter |

- Læderløv (Chamaedaphne calyculata)